# 旺札勒多爾濟
旺札勒多爾濟（17世纪—1732年），博尔济吉特氏，清朝喀尔喀蒙古第五代土谢图汗。
旺札勒多爾濟是额列克的玄孙，第一代土谢图汗察衮的曾孙，第二代土谢图汗察珲多尔济的孙子，第四代土谢图汗多爾濟額爾德尼阿海的长子。康熙五十年（1711年），多爾濟額爾德尼阿海去世，旺札勒多尔济袭封土谢图汗。康熙五十四年（1715年），准噶尔策妄阿喇布坦煽众喀尔喀，康熙帝下诏询问旺札勒多尔济勘奏所部可耕地，旺札勒多尔济回答附近鄂尔坤、图拉之苏呼图喀喇乌苏、明爱察罕格尔、库尔奇呼、扎布堪河、察罕廋尔、布拉罕口、乌兰固木及额尔德尼昭十馀处都可以耕种，康熙帝命傅尔丹选善於耕种的人前去屯种。康熙六十年（1721年），康熙帝命土谢图汗旺札勒多尔济督理俄罗斯边境事，赐号“斡齐赖巴图土谢图汗”。雍正十年（1732年），旺札勒多爾濟卒。次子敦丹多爾濟袭封土谢图汗。乾隆九年（1744年），旺札勒多尔济的第四子敦多布多爾濟袭土谢图汗。乾隆十一年（1746年），旺札勒多尔济的长子延丕勒多爾濟袭封土谢图汗。